# Arrondissement del dipartimento della Saona e Loira
Gli arrondissement del dipartimento della Saona e Loira, nella regione francese della Borgogna-Franca Contea, sono cinque: Autun (capoluogo Autun), Chalon-sur-Saône (Chalon-sur-Saône), Charolles (Charolles), Louhans (Louhans) e Mâcon (Mâcon).

Gli arrondissement del dipartimento dopo il 2017

## Composizione

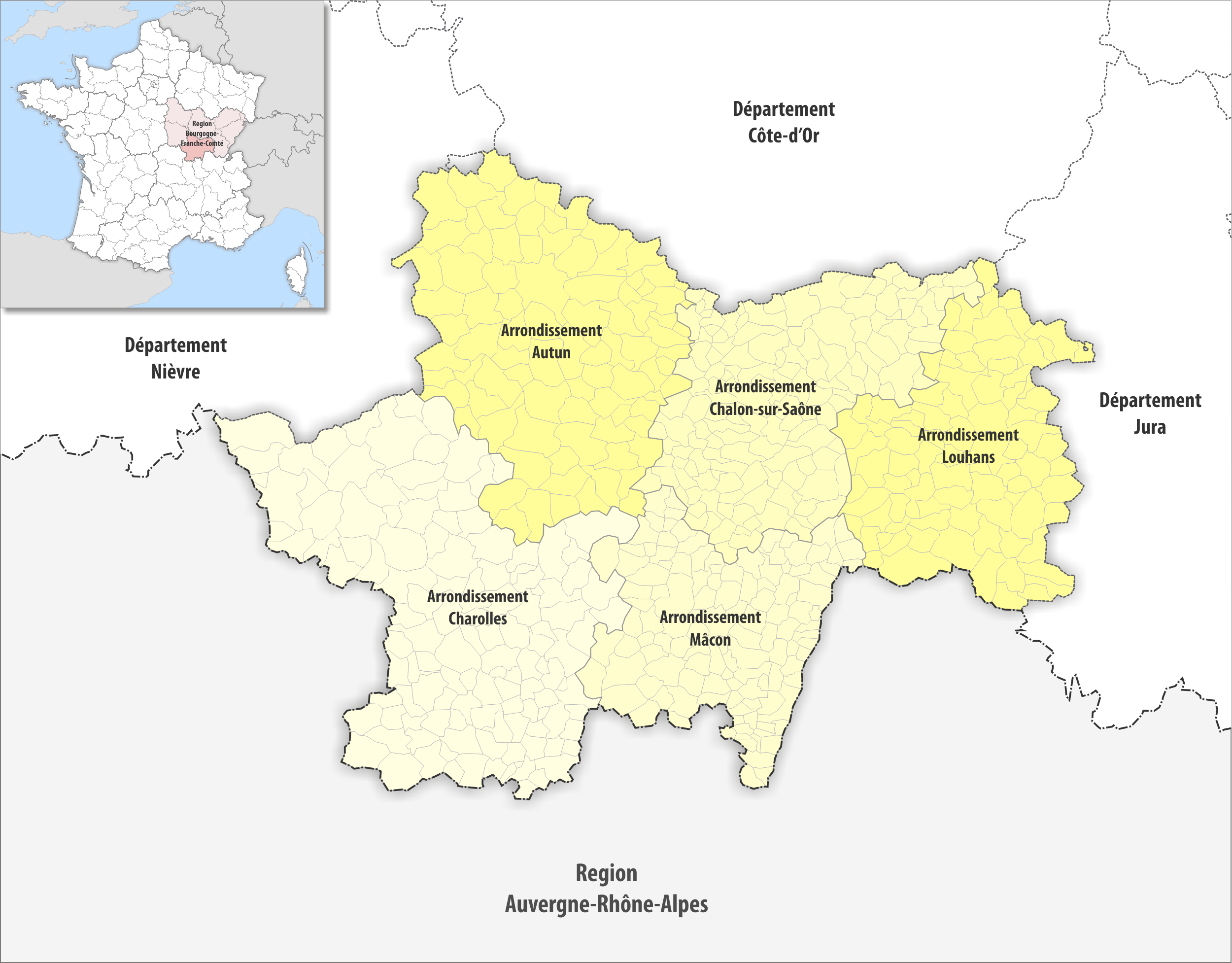
Mappa degli arrondissement del dipartimento della Saona e Loira

| Nome                               | Codice INSEE | N° di comuni | Superficie km2 | Popolazione | Densità (abitanti/km2) |
| ---------------------------------- | ------------ | ------------ | -------------- | ----------- | ---------------------- |
| Arrondissement di Autun            | 711          | 89           | 1 994,3        | 128 664     | 65                     |
| Arrondissement di Chalon-sur-Saône | 712          | 142          | 1 484,5        | 156 037     | 105                    |
| Arrondissement di Charolles        | 713          | 126          | 2 443,8        | 86 530      | 35                     |
| Arrondissement di Louhans          | 714          | 88           | 1 430,2        | 67 030      | 47                     |
| Arrondissement di Mâcon            | 715          | 120          | 1 221,9        | 113 924     | 93                     |
| Dipartimento della Saona e Loira   | 71           | 565          | 8 574,7        | 552 185     | 64                     |

## Storia
- 1790 : istituzione del dipartimento della Saona e Loira con sette distretti: Autun, Bellevue-les-Bains, Châlon sur Saône, Charolles, Louhans, Mâcon, Semur.
- 1790: il distretto di Semur diviene il distretto di Marcigny.
- 1800: istituzione degli arrondissement di: Autun, Chalon-sur-Saône, Charolles, Louhans, Mâcon.
- 1926: l'arrondissement di Louhans è soppresso.[7][8]
- 1942: l'arrondissement di Louhans è ripristinato.
- 2017: i confini del dipartimento sono modificati con trasferimento di 61 comuni:
  - sei comuni dall'arrondissement di Autun all'arrondissement di Chalon-sur-Saône;
  - sette comuni dall'arrondissement di Autun all'arrondissement di Charolles;
  - 14 comuni dall'arrondissement di Chalon-sur-Saône all'arrondissement di Autun;
  - sette comuni dall'arrondissement di Chalon-sur-Saône all'arrondissement di Louhans;
  - un comune dall'arrondissement di Chalon-sur-Saône all'arrondissement di Mâcon;
  - cinque comuni dall'arrondissement di Charolles all'arrondissement di Autun;
  - un comune dall'arrondissement di Charolles all'arrondissement di Chalon-sur-Saône;
  - dieci comuni dall'arrondissement di Charolles all'arrondissement di Mâcon;
  - otto comuni dall'arrondissement di Mâcon all'arrondissement di Chalon-sur-Saône;
  - due comuni dall'arrondissement di Mâcon all'arrondissement di Louhans.[9]